# Ультразвуковая ванна

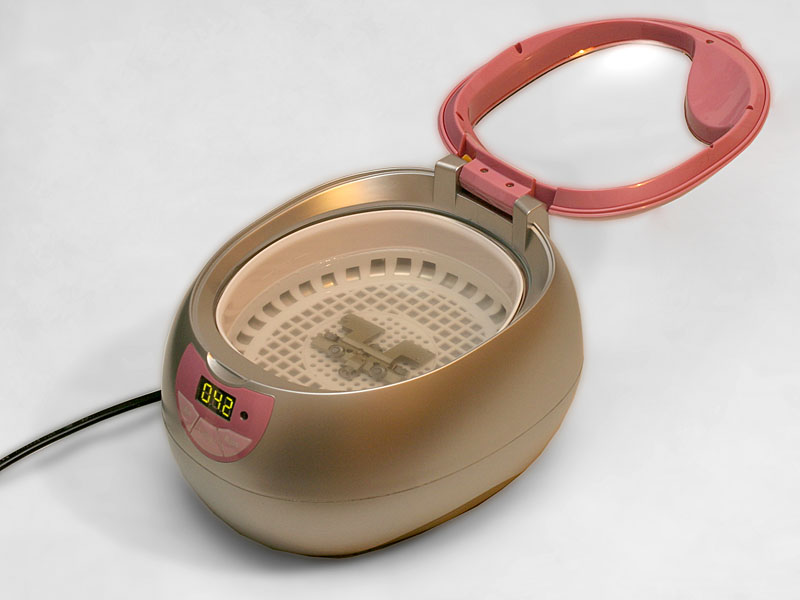
Чистка детали в ультразвуковой ванне

Ультразвуковая ванна — устройство для создания кавитации в жидкости, налитой в ванну. Обычно применяется для ультразвуковой очистки твёрдых тел в моющих растворах, однако может использоваться и для ускорения физико-химических процессов в жидкостях (перемешивание, растворение, эмульгирование, экстракция, обеззараживание и т. п.).
Обычно ультразвуковая ванна представляет собой ёмкость из нержавеющей стали (встречаются и другие материалы), ко дну или стенкам которой прикреплены ультразвуковые преобразователи (излучатели), обычно пьезоэлектрические. На преобразователи подаётся переменное напряжение соответствующей частоты с электронного ультразвукового генератора. Преобразователи могут также встраиваться в отверстия в корпусе ванны или помещаться в ванну в виде отдельных модулей. Последний способ позволяет изготавливать ультразвуковые ванны очень больших размеров.
Ультразвуковые ванны применяются во многих областях:
- в медицине и лабораториях: для очистки (в том числе предстерилизационной) посуды, инструментов и т. д., ускорения химических реакций, исследования различных процессов в жидкостях, экстракции активных компонентов из растительного сырья;
- в промышленности и ремонте: для очистки деталей машин и механизмов;
- в ювелирных и реставрационных мастерских: для очистки мелких предметов сложной формы.